# Unsinn
Unsinn (von mittelhochdeutsch/althochdeutsch unsinnig/unsinnec: nicht bei Verstand, nicht bei Sinnen, ohnmächtig, bewusstlos, wahnsinnig, geisteskrank, verrückt, wütend, verblendet, töricht, delirant) ist ein von Substanz, Sinn und Logik gelöster Satz, Ausdruck oder Begriff zu einem Sachverhalt oder einer Meinung. Unsinn ist etwas anderes als Sinnlosigkeit und Aussichtslosigkeit.
Teilweise synonym verwendete, oft aus Dialekten stammende Ausdrücke sind: Absurdität, Firlefanz, Hafenkäse, Humbug, Käse, Kappes (eigentlich Weißkohl), Kladderadatsch, Kokolores, Larifari, Mumpitz, Nonsens, Pipifax, Quatsch, Schmarrn, Schmonzes, Schwachsinn. Zusätzlich verwegene Kühnheit drücken Aberwitz und Irrwitz aus. Wird der Akzent auf als unsinnig oder ungehörig empfundenes Handeln gelegt, spricht man von Unfug. Die verschiedenen, synonymen Ausdrücke haben teils leichte Unterschiede in Bedeutung und wertender Konnotationen (Untertönen).

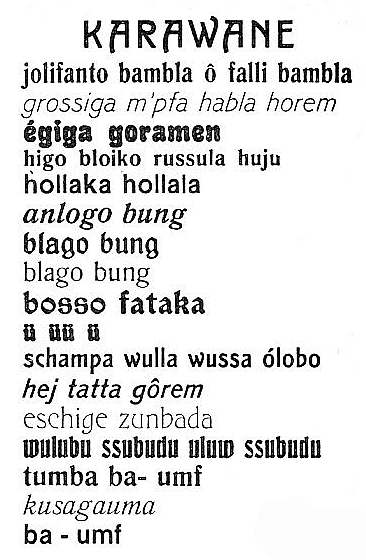
Das Lautgedicht „Karawane“ (Hugo Ball, 1917)

## Geschichte
1916 wurden in der Dadaismus-Bewegung unsinnige oder widersinnige Gedichte (Unsinnspoesie) und Texte als Anti-Kunst vorgetragen. Die Bewegung gilt als Reaktion auf die Erfahrung der Sinnlosigkeit des Ersten Weltkriegs. Hugo Ball trug in Zürich Lautgedichte vor.
Der Linguist Noam Chomsky verwies auf den Satz “Colorless green ideas sleep furiously.” (deutsch: „Farblose grüne Ideen schlafen zornig.“) als Beispiel für einen unsinnigen, aber syntaktisch grammatischen Satz. Logisch stiftet das keinen Sinn, denn Ideen sind nicht grün und schlafen nicht; was grün ist, kann nicht farblos sein, und wütendes Schlafen scheidet aus. In der Poesie hingegen kann ein solcher Satz durchaus einen Sinn haben.
In Sprichwörter scheint das Wort kaum eingegangen zu sein, denn in Wanders Deutsches Sprichwörter-Lexikon (5 Bände, erschienen 1866–1880) gibt es lediglich zwei Beispiele („Der Unsinn schert die Sau und sengt das Schaf“).
In der Literatur sind manche Werke dem Nonsens zuzuordnen. Ein Kinderbuch aus den 1970er Jahren schon nach dem Titel erkennbar ist hier einzuordnen: Quatsch – Bilder, Reime und Geschichten. Das Buch präsentiert Nonsens-Texte verschiedener Autoren für Kinder.

## Textsammlung
- Klaus Peter Dencker (Herausgeber): Deutsche Unsinnspoesie. Philipp Reclam jun., Stuttgart 1978, ISBN 3-15-029890-3.